# N.E.R.D
N*E*R*D (скорочено від No-one Ever Really Dies «Ніхто ніколи не вмирає по-справжньому», також використовується N*E*R*D) — R&B і фанк-рок-група, створена вокалістом і барабанщиком Фарреллом Вільямсом і Чадом Х'юго (клавіші) у 2002 році. Якщо дебютний альбом дуету In Search of… мав помірний комерційний успіх (# 56 US, # 28 UK), то два наступні — Fly Or Die (2004, № 6 Billboard 200, # 4 UK Albums Chart), Seeing Sounds (2008, # 7 US, # 20 UK) — стали хітами. Міжнародний успіх мав також сингл «She Wants to Move» (№ 5 UK, # 6 Hot Dance Singles USA).

## Історія
Фаррелл зустрів Чада Х'юго ще будучи в сьомому класі, коли в якості барабанщика перебував в літньому таборі для музичних колективів, де Чад грав на теноровому саксофоні. Обидва вони були учасниками польового оркестру, де Фаррелл грав на малих барабанах, а Чаду дісталася роль диригента. Після цього вони стали експериментувати.

## Дискографія

### Студійні альбоми
- In Search Of… (2002)
- Fly Or Die (2004)
- Seeing Sounds (2008)
- Nothing (2010)
- No_One Ever Really Dies (2017)

### Сингли
- Provider (2003)
- Maybe (2004)
- She Want's To Move (2004)
- Everyone Nose (All the Girls Standing In the Line for the Bathroom) (2008)